# Laodice (figlia di Priamo)
Laodice (in greco antico Λαοδίκη) è un personaggio della mitologia greca e una delle cinque figlie di Priamo e di Ecuba. 

A volte è citata anche con i nomi di Astioche o Iera.

## Mitologia

### Moglie di Telefo
Omero nomina Laodice come "la più bella delle figlie di Priamo" . Il padre l'aveva assegnata in sposa a Telefo, figlio di Eracle e re di Misia. 
Scoppiata la guerra di Troia, Telefo, che era stato sconfitto dagli Achei durante l'assalto nei suoi territori, rifiutò di aiutare Priamo nella guerra, giustificando il fatto di aver sposato sua figlia Laodice e dichiarando la sua neutralità cosicché evitò uno spergiuro.

### L'amore per Acamante
Un'altra tradizione racconta che, all'inizio della guerra, quando Laodice era ancora nubile, gli Achei inviarono a Troia un'ambasciata per reclamare Elena, fuggita con Paride da Sparta. Come araldi in città furono inviati Diomede e Acamante, figlio di Teseo e, intravisto quest'ultimo, Laodice se ne innamorò perdutamente e desiderò violentemente intrecciare un rapporto sessuale con lui e non potendo serbare il suo amore, si confidò con Filobia, la quale acconsentì ad aiutarla. 

Filobia chiese al proprio marito, re di Dardano nella Troade, di imbandire nella sua città un banchetto e di invitarvi i due giovani. Il marito accettò e, esaudendo le richiesta della moglie, fece sedere Laodice e Acamante una di fronte all'altro. 

Lui la scambiò così per una cortigiana del seguito di Priamo e acconsentì a unirsi a lei rendendola incinta di un figlio (Munito). Laodice però non volle allevarlo e lo affidò a una serva di Elena nella casa di Priamo, Etra, madre di Teseo, e quindi bisnonna del piccolo.

### Guerra di Troia

#### Nell'Iliade
Nel poema omerico Laodice è moglie di Elicaone, un figlio di Antenore, durante i dieci anni di guerra che coinvolsero Troia e i suoi abitanti. 

Nel III libro dell'Iliade Iride, la messaggera degli dei assunse l'aspetto della figlia di Priamo per parlare a Elena e incitarla a raggiungere le mura della città per assistere al duello tra Paride e Menelao.

Quando poi suo fratello Ettore ritornò a Troia per parlare con sua madre Ecuba, egli incontrò Laodice nello stesso momento in cui la regina stava per raggiungerla.

#### La morte
La notte della conquista di Troia, Laodice fuggì davanti agli inseguitori, rifugiandosi nel santuario dell'antenato Troo, dove si trovavano le tombe di Cilla e Munippo: ma all'improvviso la terra si aprì in una voragine che la inghiottì sotto gli occhi degli astanti. 

Secondo altri venne fatta prigioniera dai greci e data come schiava a uno degli achei.